# Pliciloricus corvus
Pliciloricus corvus är en djurart som beskrevs av Gad 2005. Pliciloricus corvus ingår i släktet Pliciloricus, och familjen Pliciloricidae. Inga underarter finns listade i Catalogue of Life.